# Verwaltungsgemeinschaft Unstrut-Hainich

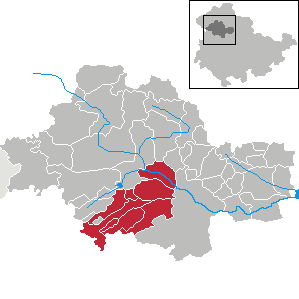
Lage der ehemaligen Verwaltungsgemeinschaft im Unstrut-Hainich-Kreis

In der Verwaltungsgemeinschaft Unstrut-Hainich aus dem thüringischen Unstrut-Hainich-Kreis hatten sich sieben Gemeinden zur Erledigung ihrer Verwaltungsgeschäfte zusammengeschlossen. Sie bestand von 1993 bis Anfang 2019.
Sitz der Verwaltungsgemeinschaft war in Großengottern.

## Die Gemeinden
1. Altengottern
2. Flarchheim
3. Großengottern
4. Heroldishausen
5. Mülverstedt
6. Schönstedt
7. Weberstedt

## Geschichte
Die Verwaltungsgemeinschaft wurde am 20. August 1993 gegründet. Schönstedt wurde am 1. Januar 1997 aufgenommen. Im Rahmen der Gebietsreform in Thüringen wurde die Verwaltungsgemeinschaft am 1. Januar 2019 aufgelöst. Die Mitgliedsgemeinden schlossen sich – mit Ausnahme Schönstedts – zur Landgemeinde Unstrut-Hainich zusammen. Diese wurde erfüllende Gemeinde für Schönstedt. Letzter Vorsitzender war Bernhard Otto.